# Петар Флековић
Петар Флековић (Капела, 27. јун 1932) хрватски је привредник и друштвено-политички радник СР Хрватске и СФРЈ.

## Биографија
По струци је машински инжењер.
Био је члан Извршног комитета Централног комитета СК Хрватске од 1972. године до 1978. године и председник Извршног већа Сабора СР Хрватске од 9. маја 1978. године до јула 1982. године. Такође је до 1978. године био заменик директора карловачке Југотурбине.
Од 1982. године до 1990. године био је генерални директор ИНА-е.
Године 1991. отишао је у пензију. Данас живи у Загребу.